# Астутільйо Мальджольйо
Астутильйо Мальджольйо (італ. Astutillo Malgioglio, нар. 3 травня 1958, П'яченца) — італійський футболіст, що грав на позиції воротаря.
Виступав, зокрема, за «Рому», «Лаціо» та «Інтернаціонале», а також молодіжну збірну Італії.

## Клубна кар'єра
Народився 3 травня 1958 року в місті П'яченца. Вихованець юнацьких команд футбольних клубів «Сан-Лаццаро», «Кремонезе» та «Болонья».
1976 року футболіст був переведений у перший склад «Болоньї» і 22 травня 1977 року дебютував у Серії А в матчі проти «Роми». Проте Мальджольйо був лише дублером Франко Манчіні, через що цей матч так і залишився єдиним і незабаром гравець перейшов в клуб Серії Б «Брешія». Відіграв за клуб з Брешії наступні п'ять сезонів своєї ігрової кар'єри. У сезоні 1979/80 Мальджольйо допоміг команді зайняти 3 місце та вийти в Серію А, завдяки чому сезон 1980/81 став єдиним сезоном Мальджольйо як основного воротаря клубу Серії А, оскільки клуб не уникнув вильоту, а в наступному сезоні 1981/82 Астутільйо втратив місце у воротах через розбіжності з тренером Маріно Перані.
Через це футболіст покинув клуб і протягом сезону 1982/83 років захищав кольори «Пістоєзе» у Серії Б. 1983 року уклав контракт з «Ромою», у складі якої став дублером Франко Танкреді, через що на поле майже не виходив. За цей час виборов титул володаря Кубка Італії.
У 1985 році Мальджольйо погоджується відправитись в Серію Б, щоб отримати ігрову практику, і перейшов до складу головних ворогів «вовків» — «Лаціо», де його хотів бачити новий тренер Луїджі Саймоні, знайомий з можливостями воротаря по спільній роботі у «Брешії». Проте у складі «орлів» Мальджольйо зіткнувся з невдоволенням фанатів клубу, через виступи у «Ромі», тому змушений був наступного року покинути клуб.
Влітку 1986 року Джованні Трапаттоні запросив Мальджольйо на роль дублера Вальтера Дзенги в «Інтернаціонале». У складі «неррадзуррі» воротар провів п'ять сезонів, вигравши чемпіонат Італії в сезоні 1988/89 та Суперкубок Італії, зігравши за цей час 12 матчів у Серії А.
У 1991 році Мальджольйо покинув «Інтер» і перейшов в «Аталанту» як дублер Фабріціо Феррона. Астутільйо перебував в команді з Бергамо лише на один сезон, але так і не зіграв за клуб в чемпіонаті, після чого завершив професійну ігрову кар'єру в 1992 році, у 34 роки.

## Виступи за збірну
Протягом 1979—1980 років залучався до складу молодіжної збірної Італії і він взяв участь у молодіжному чемпіонаті Європи 1980 року замінивши Джузеппе Дзінетті, який був відсторонений через корупційний скандал. А втім, Мальджольйо був дублером Джованні Галлі і на поле не виходив.

## Титули і досягнення
- Чемпіон Італії (1):

«Інтернаціонале»: 1988-89
- Володар Суперкубка Італії з футболу (1):

«Інтернаціонале»: 1989
- Володар Кубка Італії (1):

«Рома»: 1983–1984
- Володар Кубка УЄФА (2):

«Інтернаціонале»: 1990-91, 1993-94

## Особисте життя
Одружений, дружина Рафаелла. Має дочку Єлену.